# タラチネ (漫画)
『タラチネ』は、南Q太による日本の漫画単行本。

## 概要
『FEEL YOUNG』（祥伝社）において、1999年9月号から2000年8月号まで不定期連載された「恋愛物語」（全6話）および表題作「タラチネ」を含む短編4作品を収録。

## 収録作品
- 「恋愛物語」
- 「タラチネ」
- 「ゆめのはなし」
- 「頭痛の種」
- 「わずか１０センチ」

## 書誌情報
南Q太 『タラチネ』 祥伝社〈FEELコミックス〉、全1巻
- 1巻、2000年12月8日発行、ISBN 4-39-676238-0